# Pararge monotonia
Pararge monotonia är en fjärilsart som beskrevs av Schilde 1885. Pararge monotonia ingår i släktet Pararge och familjen praktfjärilar. Inga underarter finns listade i Catalogue of Life.